# Tipula (Lunatipula) pythia
Tipula (Lunatipula) pythia is een tweevleugelige uit de familie langpootmuggen (Tipulidae). De soort komt voor in het Palearctisch gebied.